# O Anel Mágico
O Anel Mágico é uma série de televisão portuguesa de 1986 do género policial-cómico da autoria de Ana Maria Magalhães, Isabel Alçada, Maria Teresa Ramalho e João Mattos e Silva. Foi transmitida na RTP1 entre 15 de outubro de 1986 e 14 de janeiro de 1987, com 12 episódios.

## Sinopse
O mafioso Luigi Ferratini (Carlos Wallenstein) chega a Portugal com o intuito de estabelecer um canal de passagem para o contrabando de obras de arte. A sua ambição é adquirir a casa da família Cunha, que, por se situar junto ao mar, torna-se o local perfeito para centralizar as suas operações ilícitas. No entanto, as irmãs Irene (Irene Isidro) e Beatriz Cunha (Mariana Rey Monteiro) mostram-se irredutíveis e não aceitam a proposta de Ferratini.
Numa das visitas a Irene, os mafiosos apercebem-se de que o seu neto Vasco Cunha (Tozé Martinho), professor de ginástica, possui alguma espécie de super poderes. Na sua origem está um anel mágico que há várias gerações pertence aos Cunha. Pretendendo conhecer mais pormenores, Ferratini contrata o detective Óscar (Óscar Acúrcio) e fica a saber também que, por debaixo da casa, existe um grande subterrâneo, que seria perfeito para encobrir os seus negócios.
Marta Vaz (Manuela Marle), a secretária de Ferratini, apercebe-se das jogadas do patrão e faz jogo duplo, tornando-se aliada de Vasco, com quem se envolve sentimentalmente.

## Elenco
O elenco da série é composto por:
- Asdrúbal Teles – Luís Barbosa
- Carlos César – Marcelo
- Carlos Wallenstein – Luigi Ferratini
- Henrique Pinho – Mota
- Jorge Nery – Romano
- Luísa Barbosa – Emília Matos
- Luís Horta – Afonso Leopoldo da Cunha
- Manuela Marle – Marta Vaz
- Mariana Rey Monteiro – Beatriz Cunha
- Óscar Acúrcio – Óscar
- Tozé Martinho – Vasco Cunha